# Burkhard Reich
Burkhard Reich (1º dicembre 1964) è un ex calciatore tedesco orientale dal 1990 tedesco, di ruolo difensore.

## Palmarès

### Club

#### Competizioni nazionali
- Campionato tedesco orientale: 2

Dinamo Berlino: 1986-1987, 1987-1988
- Coppa della Germania Est: 2

Dinamo Berlino: 1987-1988, 1988-1989
- DFV-Supercup: 1

Dinamo Berlino: 1989

#### Competizioni internazionali
- Coppa Intertoto UEFA: 1

Karlsruhe: 1996
- Coppa Piano Karl Rappan: 1

Karlsruhe: 1992